# Franz Josef Kallmann

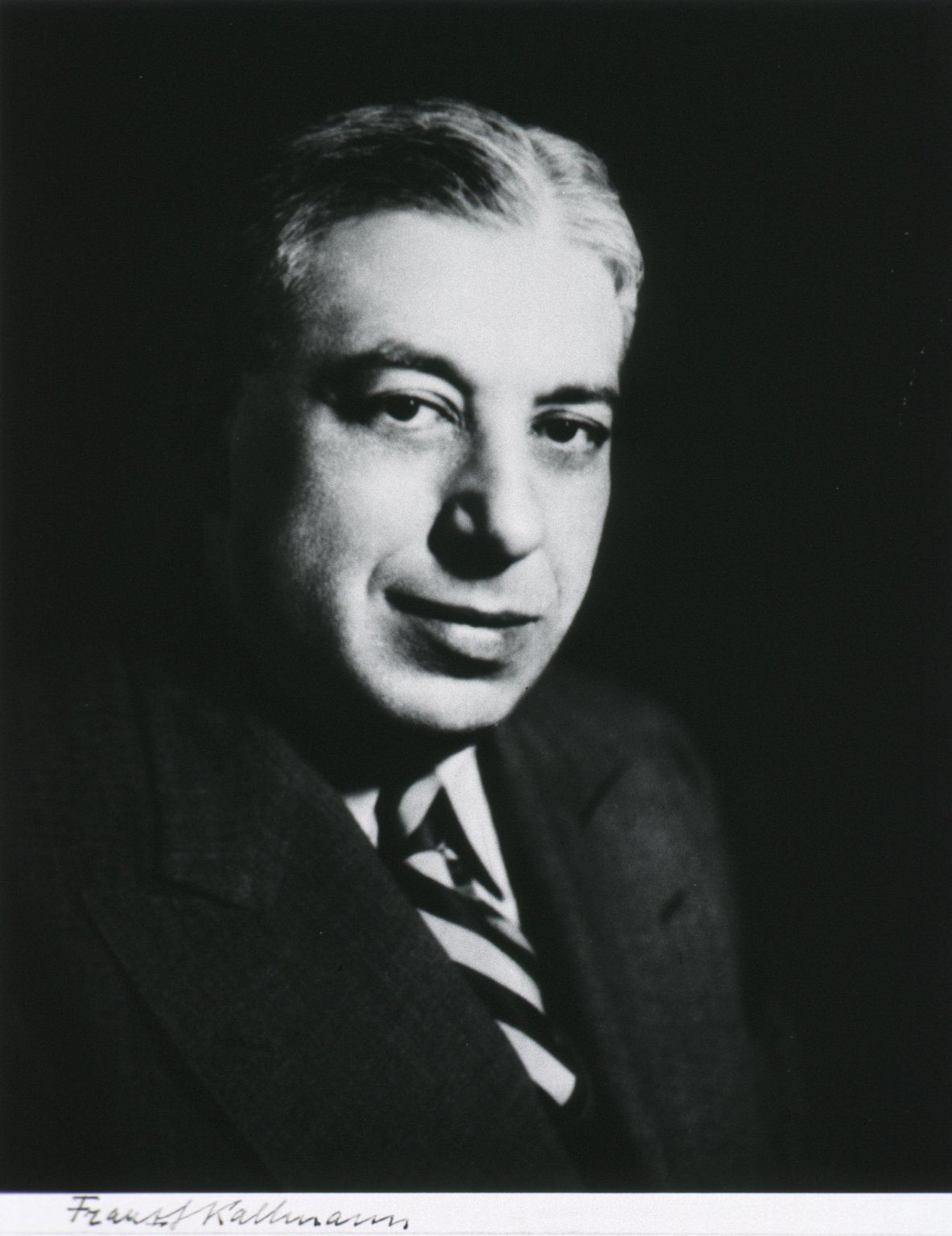
Franz Josef Kallmann, circa 1950

Franz Josef Kallmann (* 24. Juli 1897 in Neumarkt / Schlesien; † 12. Mai 1965 in New York City) war ein deutsch-amerikanischer Psychiater und Genetiker.

## Leben
Franz Josef Kallmann stammte aus einer alten jüdischen Familie in Schlesien. Er wurde als Sohn von Marie (geb. Mordze / Modrey) und Bruno Kallmann, einem Chirurgen, geboren. Er wurde Soldat im Ersten Weltkrieg. Anschließend studierte er Medizin in Breslau und arbeitete nebenher im Nervensanatorium Obernigk-Friedrichshöhe. Über diese Tätigkeit promovierte er 1921 in Breslau.
Von 1921 bis 1925 wirkte er als Chirurg und Neurologe im Krankenhaus der Grauen Schwestern in Neumarkt. In dieser Zeit konvertierte er zum christlichen Glauben. Ab 1926 bildete er sich zum Facharzt für Psychiatrie unter Karl Bonhoeffer und in Neuropathologie unter Hans-Gerhard Creutzfeldt in Berlin fort. 1928 wurde er Abteilungsarzt und Prosektor an der Berliner Heil- und Pflegeanstalt Herzberge und gleichzeitig an der Anstalt Berlin-Wuhlgarten.

### Genealogisch-Demographische Abteilung (GDA) der Deutschen Forschungsanstalt für Psychiatrie (DFA)
Im Rahmen seiner Tätigkeit als Gutachter in den Berliner Kliniken sammelte Franz Josef Kallmann systematisch über 1000 Krankenakten von Schizophreniepatienten aus den Jahren 1893 bis 1902 und er untersuchte deren Familien erbbiologisch. Zur Auswertung dieses Materials beantragte er 1931 einen dreimonatigen Forschungsaufenthalt an der Genealogisch-Demographischen Abteilung (GDA) der Deutschen Forschungsanstalt für Psychiatrie (DFA) in München, den er auch absolvieren konnte.

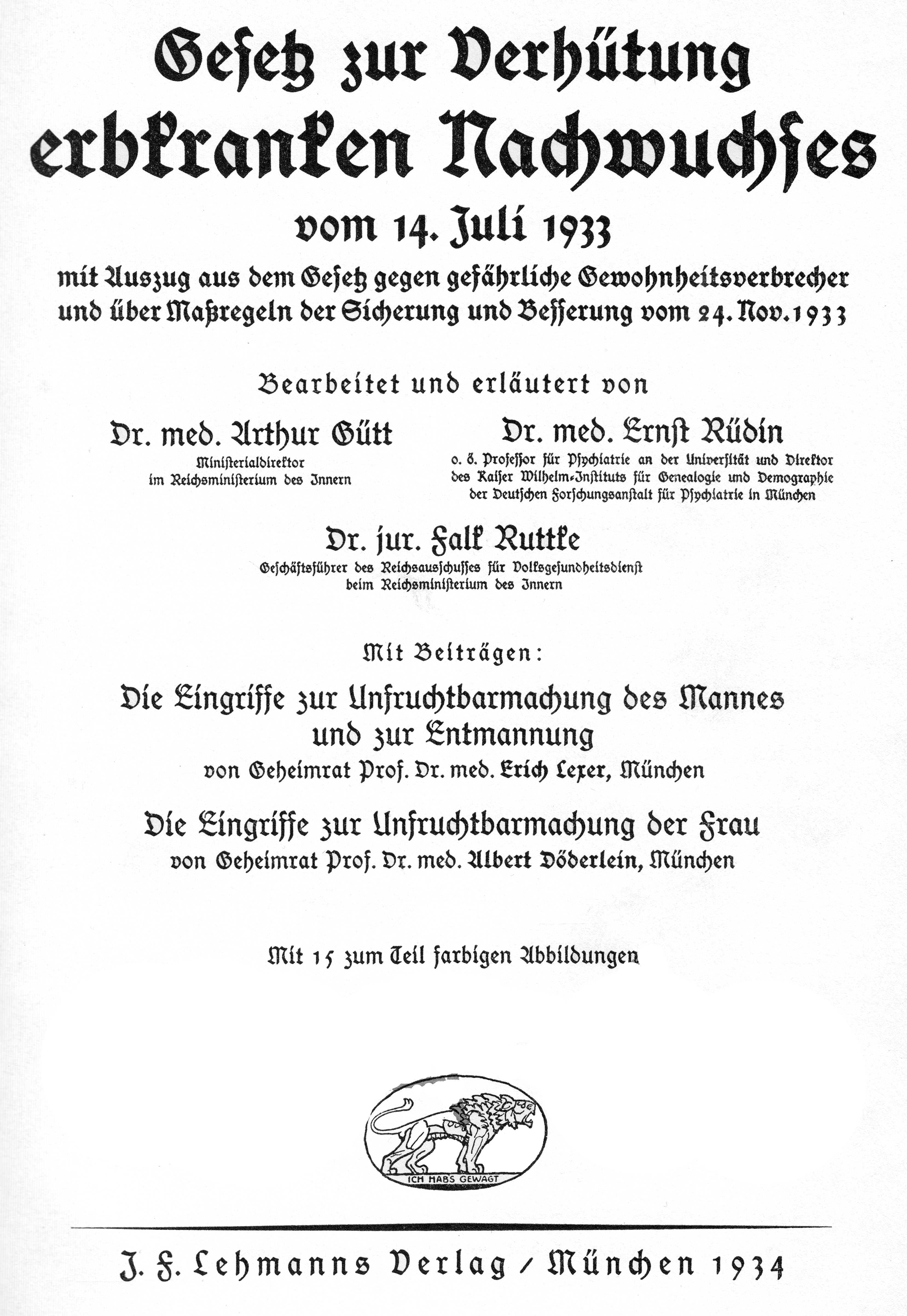

Die GDA stand unter der Leitung von Ernst Rüdin, der seit 1911 ein System der „empirischen Erbprognose“ entwickelt hatte. Dabei wurde mit statistischen Methoden die Wahrscheinlichkeit für das Auftreten von Erbkrankheiten bei den Nachkommen von Patienten im Vergleich zur Allgemeinbevölkerung errechnet. 1933 wurde Rüdin Kommissar des Reichsinnenministeriums für Rassenhygiene und Rassenpolitik. Er war bei der Ausarbeitung des „Gesetzes zur Verhütung erbkranken Nachwuchses“ vom 14. Juli 1933, mit dem „biologisch minderwertiges Erbgut“ durch Zwangssterilisation ausgeschaltet werden sollte, maßgeblich beteiligt. Für Schizophrene, Manisch-Depressive und Epileptiker errechnete er ungünstige „Erbprognosen“. Psychopathen und Sonderlinge sah er als Träger schizophrener Erbanlagen. Rüdins „Erbprognosen“ dienten als wissenschaftliche Begründung des psychiatrischen Teils im deutschen Zwangssterilisationsgesetz. Dieses Gesetz sah die zwangsweise Sterilisation von Personen vor, die selbst persönlich an einer der in diesem Gesetz aufgeführten Krankheiten, zu denen auch die Schizophrenie zählte, litten oder gelitten hatten. Lediglich das Vorhandensein einer verborgenen (verdeckten, latenten) Veranlagung zu einem Leiden genügte nach dem Wortlaut des Gesetzes nicht zur Begründung der zwangsweisen Vornahme einer Unfruchtbarmachung.
Die wissenschaftliche Untermauerung der eugenischen Forderungen, insbesondere im Bereich der Schizophrenie, erschien Rüdin ungenügend. Daher protegierte er Kallmann seit dessen Aufenthalt an der DFA 1931. Es gelang ihm zwar nicht, Kallmann dauerhaft an die DFA zu holen, aber er ermöglichte ihm, im August 1935 auf dem internationalen Kongress für Bevölkerungswissenschaft in Berlin seine Forschungen zur Schizophrenie vorzustellen:
Nach damals geltender Lehrmeinung unterteilte Kallmann alle an Schizophrenie erkrankten Menschen in vier Gruppen: Hebephrene, Katatone, Paranoide und eine „Schubgruppe“. Er untersuchte u. a., wie groß für jede dieser Untergruppen der Bevölkerungsanteil von „heterozygoten Anlageträgern“ war. Damit waren Individuen gemeint, die zwar nicht erkrankt, aber Träger der Krankheitserbanlage waren. Kallmann empfahl, auch die nicht selbst erkrankten Träger der Erbanlage, insbesondere vom Schub-Typ, zu sterilisieren. Damit forderte er eine Ausweitung des deutschen Zwangssterilisationsgesetzes, in dem die Sterilisierung von heterozygoten Anlageträgern nicht gefordert wurde.

### Ausgrenzung wegen jüdischer Herkunft
Nach dreimonatigem Studienaufenthalt an der Münchner DFA kehrte Kallmann 1931 an seine Berliner Arbeitsstelle zurück, blieb aber weiter in Kontakt mit Rüdin, der vergeblich versuchte, ihn dauerhaft an die DFA zu holen. Als Teilnehmer am Ersten Weltkrieg betraf Kallmann das Gesetz zur Wiederherstellung des Berufsbeamtentums vom 7. April 1933 zunächst nicht.
Auch an der DFA breitete sich antisemitisches Denken aus, so durch den Mitbegründer des NS-Ärztebundes und DFA-Mitarbeiter Theobald Lang. Nachdem Kallmann im August 1935 auf Empfehlung Rüdins seine Forschungsergebnisse auf dem Berliner Kongress für Bevölkerungswissenschaften vorgestellt hatte, protestierte der NS-Ärztebund im Gau Groß-Berlin in einem Brief an Rüdin. Der Protest richtete sich nicht gegen den Inhalt des Vortrages, sondern gegen Kallmanns „rassische Herkunft.“ Rüdin antwortete,
er habe sich in einem „Konflikt der Interessen und Prinzipien“ befunden, indem die Forschungen Kallmanns „für die Wissenschaft und namentlich für das Sterilisationsgesetz eine große Stütze seien“, dass aber andererseits „ein Jude diese Befunde durch eigene Arbeit selbst erhoben und die Ergebnisse zu Tage gefördert hatte“.
Trotz seiner Loyalität für die Rassenhygiene des „Dritten Reiches“ wurde Kallmann Anfang Oktober 1935 vom Dienst suspendiert. Rüdin konnte Kallmann auf der 1. Jahresversammlung der Gesellschaft deutscher Neurologen und Psychiater Anfang November 1935 in Dresden nicht als Redner durchsetzen. Die Ergebnisse von Kallmanns Erbprognoseforschung zur Schizophrenie wurden stattdessen vom DFA-Mitarbeiter Bruno Schulz vorgetragen.

### Flucht
Ernst Rüdin und Hans Luxenburger versuchten von Oktober bis Dezember 1935 vergeblich, Kallmann in den Kliniken europäischer Kollegen eine Anstellung zu verschaffen. Ihre Anfragen bei Bernhard Brouwer (1881–1949) (Neurologische Klinik Amsterdam), Edward Mapother (1881–1940) (Maudsley Hospital London), August Wimmer (1872–1937) (Psychiatrische Klinik Kopenhagen), Jakob Klaesi (Psychiatrische Universitätsklinik Bern), Kerim (Psychiatrische Klinik Istanbul), Ley (Psychiatrische Klinik Brüssel) und Boum (Psychiatrisch-Neurologische Klinik Utrecht) wurden negativ beantwortet. Auch die DFA-Mitarbeiter Bruno Schulz, Adele Juda und Theobald Lang wurden in die Bemühungen mit eingebunden.
Im Jahr 1936 floh Kallmann in die USA. Rüdin, Luxenburger, Schulz und die Rockefeller Foundation halfen ihm, Deutschland zu verlassen und Arbeit in den USA zu finden. Zunächst arbeitete Kallmann in der psychologischen Abteilung des New York State Psychiatric Institute. Später gründete er das erste Research Department in Psychiatric Genetics in den USA. Schulz korrigierte in der GDA weiterhin Kallmanns Forschungsdaten, welche Lang 1938 anlässlich einer von der Rockefeller Foundation finanzierten Forschungsreise in einer großen Kiste nach New York brachte.
In den USA veröffentlichte Kallmann 1938 seine Monographie über die Genetik der Schizophrenie, in der er Rüdin und der GDA für ihre Hilfe ausdrücklich dankte. Auf den Vorschlag Rüdins, dieses Werk in Deutschland zu publizieren, reagierte das Reichsministerium für Wissenschaft, Erziehung und Volksbildung (REM) mit „Befremden“ darüber, dass die GDA „von einem Juden … eine derartige Angelegenheit überhaupt unterstütze“. Eine Rezension des Buches von Bruno Schulz für das Archiv für Rassen- und Gesellschafts-Biologie wurde wegen der jüdischen Herkunft Kallmanns ebenfalls untersagt. In den folgenden Jahren führte Kallmann seine Schizophreniestudien fort und wandte sich 1939 verstärkt der Zwillingsforschung zu.
1944 beschrieb er den Hypogonadismus mit Anosmie, der nach ihm als Kallmann-Syndrom benannt ist. Im Jahr 1948 war er einer der Gründer der American Society of Human Genetics. 1952 war er Präsident dieser Gesellschaft.

## Veröffentlichungen (Auswahl)
- F. J. Kallmann: Zufällige Stichverletzungen als Todesursache. unv. Dissertation, Universität Breslau 1921.
- F. J. Kallmann: Die Fruchtbarkeit der Schizophrenen. In: Hans Harmsen, Franz Lohse (Hrsg.): Bevölkerungsfragen. Bericht des Internationalen Kongresses für Bevölkerungswissenschaften. Berlin, 26. August – 1. September 1935. Kraus Reprint, Nendeln/Liechtenstein 1969, S. 725–729 (Erstausgabe: J. F. Lehmann, München  1936).
- Referat von Bruno Schulz mit dem von F. J. Kallmann erarbeiteten Material: Erbprognose und Fruchtbarkeit bei den verschiedenen klinischen Formen der Schizophrenie. Vortrag auf der 1. Jahresversammlung der Gesellschaft deutscher Neurologen und Psychiater, Dresden (1. – 4. November 1935). In: Allgemeine Zeitschrift für Psychiatrie und psychisch gerichtliche Medizin 104 (1936), S. 119–124.[19]
- F. J. Kallmann: The Genetics of Schizophrenia: A Study of Heredity and Reproduction of the Families of 1,087 Schizophrenics. J. J. Augustin, New York City 1938 (291 S.).
- F. J. Kallmann, D. Reisner: Twin studies on the significance of genetic factors in tuberculosis. In: American Review of Tuberculosis and Pulmonary Diseases. Band 47, Nr. 6, 1943, S. 549–571.
- F. J. Kallmann, W. A. Schoenfeld, S. E. Barrera: The genetic aspects of primary eunuchoidism. In: American Journal of Mental Deficiency. Band 48, 1944, S. 203–236.
- F. J. Kallmann: Modern concepts of genetics in relation to mental health and abnormal personality development. In: Psychiatric Quarterly. Band 21, Nr. 4, 1947, S. 535–553, doi:10.1007/BF01654317.
- F. J. Kallmann: The Genetics of Psychoses. An Analysis of 1,232 Twin Index Families. In: The American Journal of Human Genetics. Band 2, Nr. 4, Dezember 1950, S. 385–390, PMC 1716375 (freier Volltext).
- F. J. Kallmann: Human Genetics as a Science, as a Profession, and as a Social-Minded Trend in Orientation. (= Ansprache des Präsidenten anlässlich der fünften Jahrestagung der American Society of Human Genetics). In: The American Journal of Human Genetics. Band 4, Nr. 4, Dezember 1952, S. 237–245, PMC 1716487 (freier Volltext).
- F. J. Kallmann: Heredity in Health and Mental Disorder. Principles of Psychiatric Genetics in the Light of Comparative Twin Studies. W. W. Norton & Co., New York City 1953 (315 S., Internet Archive [abgerufen am 6. Juli 2018]).
- F. J. Kallmann, B. Roth: Genetic aspects of preadolescent schizophrenia. In: The American Journal of Psychiatry. Band 112, Nr. 8, Februar 1956, S. 599–606, doi:10.1176/ajp.112.8.599.
- F. J. Kallmann, A. Falek u. a.: The development aspects of children with two schizophrenic parents. In: Psychiatric research reports, Band 19, Dezember 1964, S. 136–148, ISSN 0555-5434. PMID 14232650.
- F. J. Kallmann, J. D. Rainer: The genetic approach to schizophrenia: Clinical, demographic and family guidance problems. In: International psychiatry clinics, Band 1, Oktober 1964, S. 799–820, ISSN 0020-8426. PMID 14276077.
- F. J. Kallmann: The Genetic Theory of Schizophrenia. An Analysis of 691 Schizophrenic Twin Index Families. In: The American Journal of Psychiatry. Band 103, Nr. 3, November 1946, S. 309–322, doi:10.1176/ajp.103.3.309, PMID 20277893.